# Kozma Pál
Kozma Pál (Gyulaháza, 1920. július 11. – Budapest, 2004. február 14.) kertészmérnök, ampelológus, szőlőnemesítő, a mezőgazdasági tudomány doktora, a Magyar Tudományos Akadémia rendes tagja. Ampelológiai kutatásain, pontosabban a szőlő élettani és szaporodásbiológiai folyamatainak vizsgálatán és az egyes szőlőfajták virág-, illetve virágzástipológiai rendszerének kidolgozásán keresztül jelentősen hozzájárult a szőlőnemesítési és szőlőművelési eljárások fejlesztéséhez. 1959-től 1990-ig a Kertészeti és Élelmiszeripari Egyetem szőlészeti tanszékének vezetője, 1965-től 1971-ig az egyetem rektora volt.

## Életútja
A Magyar Agrártudományi Egyetem kert- és szőlőgazdaság-tudományi karán szerzett agrármérnöki oklevelet 1947-ben, amely mellé 1948-ban a József Nádor Műszaki és Gazdaságtudományi Egyetemen szaktanári képesítést is szerzett. 1947-től 1949-ig tanárként tevékenykedett. 1949-től élete végéig az eleinte a Gödöllői Agrártudományi Egyetem külön karaként működő, majd 1953-ban önállósult Kertészeti és Szőlészeti Főiskola – 1968-tól Kertészeti Egyetem – szőlészeti tanszékén oktatott, 1959-től 1990-ig mint a tanszék vezetője. Kandidátusi disszertációját 1952-ben védte meg, 1961-ben a mezőgazdasági tudomány doktora lett. 1954-től docensi, 1960-tól egyetemi tanári címmel oktatott a tanintézetben, 1990–1994-ben tudományos tanácsadóként, majd 1996-tól professor emeritusként segítette a tanszék munkáját. 1957–1962-ben a főiskola igazgatóhelyettesi, 1962–1965-ben rektorhelyettesi tisztét töltötte be, 1965-től 1971-ig a főiskola, illetve egyetem rektora, majd 1977-től 1983-ig általános és tudományos rektorhelyettese volt. 1970 és 1975 között a földművelési miniszter megbízása alapján a Tokaj-hegyaljai Rekonstrukciós Bizottság elnöki tisztét látta el.
Felesége Mincsik Erzsébet volt, akivel közösen hét gyermeket neveltek; az általa nemesített szőlőfajták egyikét róla nevezte el (Kozma Pálné muskotály).

## Munkássága
Tudományos munkássága az ampelológiára, azon belül a szőlő élettani folyamataira, szaporodásbiológiájára és anyagcseréjére irányult. Morfológiai alapon tipologizálta a fajtákra jellemző virágokat és virágváltozatokat, fény- és elektronmikroszkópos vizsgálatokkal behatóan tanulmányozta a termés szöveti jellemzőit. Meghatározta az egyes szőlőfajták megtermékenyülési és termésképződési sajátosságait, tanulmányozta a virágzás és érés folyamatait. Szervezettani kutatásai során az egyedfejlődés mellett figyelmet szentelt a fejlődési rendellenességek, a teratómák törzsfejlődési és genetikai hátterének is.
Élettani kutatásaiban elsősorban a szőlő szerves- és ásványianyag-cseréje, a növény energiaforgalma és légzése vonzotta érdeklődését. Behatóan foglalkozott az ökológiai környezetnek az egyes szőlőfajták és virágváltozatok egyedfejlődésére gyakorolt hatásával, s az egyed tápanyagállapotának felmérését lehetővé tevő levéldiagnosztikával. Több újszerű szemléletű kísérletet végzett, így például nyomon követte a szőlő aminosav-, cukor- és keményítőtartalmának változását az érés során, valamint összehasonlította különböző helyekről származó mustok tápanyagértékét. Figyelme kiterjedt a szőlőművelés egyes munkafolyamatainak szőlőélettani szempontú vizsgálatára is, így például tanulmányozta a szőlő műtrágyázásának, az egyes tőkeművelési és metszési eljárásoknak, valamint a zöldmunkáknak a fiziológiai hatását is.
Szaporodásbiológiai kutatásai alapján új szőlőnemesítési eljárásokat vezetett be, több államilag elismert szőlőfajta előállítása fűződik a nevéhez. Kidolgozta a később találmányként szabadalmaztatott, a virágmorfológián alapuló, a fajtajavítást lehetővé tevő klóntípus-szelekciós eljárást. A szőlő keresztezéses nemesítésével jobb termésminőségű és ellenállóbb hibridfajtákat állított elő, fehérbor-, vörösbor- és csemegeszőlőket egyaránt (pl. Bíborkadarka, Kozma Pálné muskotály, Mátrai muskotály, Palatina augusztusi muskotály, Viktória gyöngye stb.). Akadémiai székfoglalói témájául fő kutatási területe, az ampelológia egyes kérdésköreit választotta (A szőlő termékenységének biológiai és technikai tényezői, 1968; A szőlő teljesítőképessége növelésének lehetőségei keresztezéses nemesítéssel, 1973).
Jelentős intézményszervezői munkát fejtett ki a Kertészeti és Élelmiszeripari Egyetem élén. Rektori vezetése alatt vált a főiskola egyetemmé, ekkor fektették le az élelmiszeripari kar szervezeti alapjait és építették ki a tanintézet kísérleti telepeit (pl. Péteri-major).
1967-ben csatlakozott az Acta Agronomica Hungarica szerkesztőbizottságához, amelynek 1994-től elnöke volt, 1969 és 1987 között A Kertészeti Egyetem Közleményeinek felelős szerkesztőjeként tevékenykedett. Az Olaszországban megjelenő szőlészeti folyóirat, a Vignevini, illetve 1994-től a Kultúrflóra szerkesztőbizottságának is tagja volt.

## Társasági tagságai és elismerései
A Magyar Tudományos Akadémia 1967-ben levelező, 1973-ban rendes tagjává választotta, tiszteletbeli elnöke volt az MTA Kertészeti Bizottságának, tagja a Növénynemesítési Bizottságnak, 1996-tól pedig részt vett a Tudományetikai Bizottság munkájában is. 1970 és 1990 között a Kertészeti Társaság alelnöki, illetve társelnöki tisztét töltötte be, rendes, majd 1998-tól örökös tagja volt a Magyar Bor Akadémiának, s tiszteleti tagja a Magyar Növénynemesítők Egyesületének. Ezeken kívül 1961-től tagja volt az Olasz Szőlészeti és Borászati Akadémiának (Accademia italiana della vite a del vino), továbbá tiszteletbeli tagja a Jugoszláv Szőlészeti Tudományos Társaságnak (Jugoslovensko vinogradarsko naučno društvo) és állandó bizottsági tagja az Association internationale pour l’optimisation de la nutrition des plantes nevű szervezetnek.
Tudományos eredményei elismeréseként 1963-ban Entz Ferenc-emlékérmet, 1970-ben Hegel-érmet, 1973-ban Fleischmann-emlékérmet, 1975-ben Állami Díjat (II. fokozat, a szőlőtermesztés biológiai alapjainak kutatásában, a felsőfokú kertészeti szakoktatás fejlesztésében elért eredményeiért), 1984-ben Kocsis Pál-emlékérmet, 1988-ban Mathiász János-díjat, 1990-ben a Magyar Köztársaság Zászlórendjét vehette át. 1970-ben a berlini Humboldt Egyetem, 1998-ban a Kertészeti és Élelmiszeripari Egyetem díszdoktorává avatták.
2022-ben megkapta a Magyar Érdemrend lovagkeresztje kitüntetést.

## Főbb művei
- A szőlő nemesítése. Budapest, 1951
- Szőlőműveléstan I–II. Budapest, 1953
- A kadarka szőlőfajta virágtípusai, a virágtípusok változékonysága és termékenysége. in: Kertészeti és Szőlészeti Főiskola Évkönyve 1956. 31–111.
- Így szelektáljuk a kadarkát! Budapest, 1957
- A csemegeszőlő. Budapest, 1961
- A szőlő termékenységének és szelektálásának virágbiológiai alapjai. Budapest, 1963
- Szőlőtermesztés I–II. Budapest, 1964–1966
Japánul: Budo saibai no kiso riron. Tokyo, 1970
- A szőlő. Budapest, 1966. (Hegedüs Ábellel és Németh Mártonnal)
- Причина за изресяване и помице (милерандаж) при десертните и винените сортове ло. in: Проблеми во лозарството. София, 1971.
- Morfologia, anatomia e biologia del fiore della vite. Treviso, 1974
- A szőlő és termesztése I–II. Budapest, 1991–1993
- A szőlő- és borkultúra története Magyarországon. Budapest, 1995

## További irodalom
- Ésik Sándor: A szőlő professzora, Kozma Pál. in: Szülőhelyünk, Szabolcs-Szatmár. Nyíregyháza, 1985
- Avar László: Kozma Pál. in: Rögös vallomások: Ötven év a magyar agrárkutatás szolgálatában. Martonvásár, 1999
- Dr. Kozma Pál. in: Millenniumi szőlős-boroskönyv: A szőlő és bor Magyarországon. Szerk. Csoma Zsigmond, Balogh István. Budapest, 2000